# 陳振川
陳振川（1954年7月28日—），臺灣土木工程學家，現任唐獎教育基金會執行長、俄羅斯國際工程院副院長及臺灣分會理事長、國立臺灣大學土木工程學系名譽教授；曾任行政院政務委員兼行政院公共工程委員會主任委員、行政院莫拉克颱風災後重建推動委員會執行長、行政院雲嘉南區聯合服務中心主任。並任亞洲土木工程聯盟(ACECC)、亞洲混凝土聯盟(ACF)、國際社會管理系統學會 (SSMS)、 中國工程師學會(CIE)、中國土木水利工程學會(CICHE)、國立臺灣大學(NTU)、台灣混凝土學會(TCI)、臺灣營建研究院(TCRI)、羅馬俱樂部（The Club of Rome) 等學術組織重要職務。

## 生平
陳振川畢業於國立臺灣大學土木工程學系，其後赴美國留學，獲得萊斯大學土木工程碩士、西北大學土木工程博士。曾在美國Argonne National Laboratory 任職，返國後歷任產官學界多項職務，也是國際著名土木工程學者專家，創立或推動海內外許多重要專業學術組織。
在擔任台灣大學總務長期間，推動臺灣大學綠色永續校園，進行環境景觀(舟山路、椰林大道、傅園、醉月湖、校門廣埸及視覺無園牆化等)及交通大改造(汽車停車外圍化、地下化、機車吸納入校園、增闢停車空間、門禁收費管理，及加強經營管理等)，率領各大學先推動促參、BOT、都市更新等工作，活化閒置土地空間，增加收入及改善校園生活設施(包括尊賢會館、第二活動中心、學生宿舍等)，建立水電管理系統，使台灣大學校園煥然一新，長期增加學校固定自籌經費收入。
陳振川也是國內少數具有豐富災後評估及重建之專家學者及政府官員，曾負責多項重大事件之調查工作之召集人，包括行政院「高鐵南科振動問題評估專案小組」工程評估組(2001)、行政院公共工程委員會「高屏大橋斷橋事件調查小組」(2000)、行政院公共工程委員會「桃芝颱風東埔蚋溪潰堤事件專案小組」(2001)、經濟部中油公司「中油永安廠液化天然氣地下儲槽密閉性評估專案小組」(2001)、台北市政府「納莉颱風災後重行政院經建會「七二水災災區調查暨復建策略專案小組」(2004)、台北捷運內湖線CB424「內湖區康寧路三段九一一淹水事件檢視評估委員會」(2004)、台北市政府捷運局「捷運在建工程公共安全檢視評估委員會」(2004)、台北市政府「911超大豪雨災後檢討策進會」捷運及公共工程組(2004/10)等重大事故。
1999年，921大地震後，曾擔任921集集大地震災後重建民間諮詢團工程與防災組召集人，於擔任台灣營建研究院發展並負責推動受損集合住宅之補強加固之「築巢專案」、震災拆除廢棄物再生利用、並啓動建立優質預拌混凝土驗證體系等重要工作。並於2009年起全程參與莫拉克颱風災後之重建工作，擔任副執行長、執行長工作，合計五年，結合民間NGO、企業及學術界力量，使災區建設迅速完成，災民重返生活。重建成果深受國際矚目，計有NGC、Discoery、NHK、新加坡國營電視台等拍製六部影片，並為世界認為災後重建之示範案例。
在擔任行政院政務委員及工程會主委對工程界有重大貢獻，包括推動「公共工程躍升計劃」，積極構架健全工程環境，持續推動優質公共建設，包括合理政府採購法修法、公平加速履約爭議處理、制定「工程產業全球化推動方案」推動工程產業全球化、鼓勵統包最有利標提升工程效能及產業競爭力、提升品質減少價格最低標採購、制定「永續公共工程－節能減碳政策白皮書」推動永續環保節能公共工程、提升偏遠及離島工程品質、公共工程反貪腐、訂定使用年限推展生命週期、推動促參引入民間資金經管能力等具體作為，並於五年全期負責莫拉克災後重建、督導管考四年五千億振興經濟公共建設、衛武營藝術文化中心、金門自大陸引水、202兵工廠(中研院)生技園區等重大計劃。
其中，奉命協調整合高鐵公司、地方政府及各部會，花費七個月，以專業深入探討整合並制定「雲彰地區地層下陷具體解決方案暨行動計劃修正」，包括移除台78缐土庫交流道道路土堤改建輕鋼橋等方案，經過後續監測及高鐵公司認可，真正解決高速鐵路地層下陷安全難題，使台灣最重要交通經濟命脈能夠確保安全。
在長期延滯，分工不清下，奉命解決問題，經協調海巡署、國防部及交通部推動太平島工程，促使工程執行回歸專業，在行政院運用第二預備金支應下，快速協調完成，使海巡署利用最短時間完成設計、發包及建設，於南海地區海域各國緊張時，及時完成南沙太平島碼頭興建及飛機跑道改善工程之事實，並利馬英九前總統於卸任前赴太平島，宣揚南海和平計劃。

### 產業界
曾任行政院公共工程委員會副主任委員、財團法人國家實驗研究院董事、財團法人唐獎教育基金會董事、社團法人中國工程師學會理事長、中國土木水利學會理事長、台灣混凝土學會創會理事長、富台工程顧問公司工程師、國際工程院副院長、社團法人俄羅斯工程學院臺灣分會會長、美國混凝土學會臺灣分會會長、新竹生醫園區籌備處副主任兼執行長、行政院國家科學委員會工程處土木學門召集人、財團法人臺灣營建研究中心主任、財團法人臺灣營建研究院院長、中華台北亞太工程師推動委員會主任委員、中華台北亞太工程師監督委員會副主任委員、亞洲土木工程聯盟ACECC會長、亞洲混凝土聯盟ACF副會長等職務。對國際及我國之工程科技交流有前瞻及重要之貢獻。

### 學術界
國立臺灣大學終身特聘教授、臺灣大學土木工程學系主任、臺灣大學總務長、台灣大學校長特別助理等工作。曾獲三次國科會傑出研究獎、三任特約研究人員及傑出特約研究員獎，國際ACI、JSCE、ACECC、CAAPS 、CIE-USA 、IAE 、TCIAE及國內CIE、CICHE、TCI、CSSE等學術組織重要獎項。

## 學術榮譽
1. 曾獲選為俄羅斯國際工程院院士(2010),俄羅斯工程院外籍院士(2014)。
2. 行政院國家科學委員會特約研究人員（84,85,86年度)。
3. 國立台灣大學工學院教學優良教師(1990)。
4. 行政院經濟部與環保署工業減廢傑出個人獎(1991)。
5. 列入世界名人錄(1993)與世界科技名人錄(1994)。
6. 中國工程師學會傑出工程教授（1997/6)。
7. 美國混凝土學會(ACI)混凝土科技傑出貢獻獎(1997/11)。
8. 美國混凝土學會ACI Fellow (1998/3~)。
9. 行政院九二一震災災後重建推動委員會頒發九二一民間重建貢獻獎 (2001/10)。
10. 中國土木水利工程學會CICHE Fellow (2003/3~)。
11. 教育部921校園重建”新校園運動貢獻獎” (2003/9)。
12. 蒙古土木工程協會MACE榮譽會員（2005/5~)。
13. 日本土木學會JSCE國際貢獻獎 (2008/5)。
14. 亞洲理工學院AIT台灣校友會榮譽會員（2009/4~)。
15. 亞洲土木工程聯盟ACECC成就獎 (2010)。
16. 行政院一等功績獎章 (2013/8)。
17. 中華民國結構工程學會CSSE Fellow (2013/12~)。
18. 美東華人學術聯誼會(CAAPS)傑出專業成就獎 (2014/8)。
19. 中國工程師學會榮譽會員（2014/12~)。
20. 中國工程師學會工程獎章 (2015/6)。
21. 中華民國三等大授景星勳章 (2015/8/8)。
22. 美洲中國工程師學會(CIE-USA)世紀獎章 (2017/10)。
23. 俄羅斯國際工程院IAE「工程之光」獎章(2019/11)。
24. 美國混凝土學會Honorary Member (2024)。
25. 羅馬俱樂部（The Club of Rome) 正會員 (2025)。

## 外部連結
- 閣員新面孔／陳振川掌工程會　實至名歸 （页面存档备份，存于）
- 行政院工程會全球資訊網-主任委員

| 中華民國政府職務 | 中華民國政府職務                                               | 中華民國政府職務                   |
| ---------------- | -------------------------------------------------------------- | ---------------------------------- |
| 行政院           |                                                                |                                    |
| 前任： 李鴻源    | 行政院公共工程委員會主任委員 第九任 2012年2月5日－2013年8月1日 | 繼任： 顏久榮（代理） 正任：陳希舜 |